# WMCA

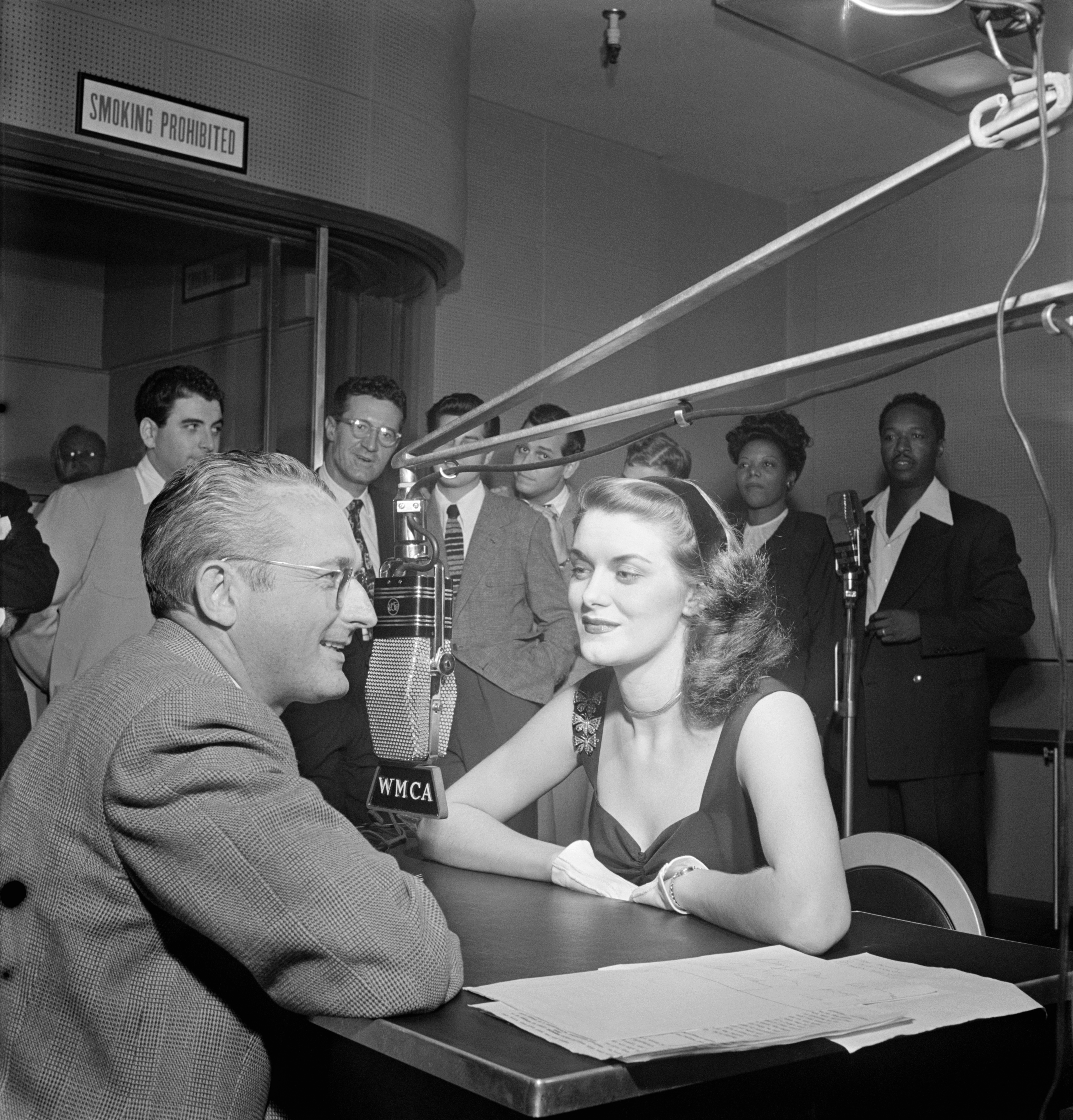
Tommy Dorsey interviewant la chanteuse sur les ondes de WMCA en 1947.

WMCA est une station de radio américaine diffusant ses programmes en ondes moyennes (570 kHz) sur New York. Son orientation est religieuse (chrétien) depuis 1989. La station avait une audience quotidienne comprise entre 2 et 2,5 millions d'auditeurs dans les années 1960. 

## Historique
La station est fondée en 1925. Ses initiales MCA font référence à ses locaux d'origine, situés à l'hôtel McAlpin, au niveau de la 34e rue et Broadway Avenue. 
Elle est rachetée en 1943 par Nathan Straus (en), ancien sénateur et chargé de la politique de logement public sous la présidence Roosevelt ; elle est présidée par son fils R. Peter Straus à partir de 1959. Sous sa présidence, la station prend un tournant libéral - au sens nord-américain du terme, soit de gauche. Elle est notamment connue pour avoir soutenu la candidature présidentielle de John F. Kennedy en 1960, avoir été la première station américaine à appeler à la démission du président Richard Nixon dans le scandale du Watergate, avoir interdit les publicités de cigarettes à l'antenne ou avoir accepté la diffusion de publicités en faveur du droit à l'avortement.
Dans les années 1970, la pin-up et mannequin Candy Jones qui venait d'épouser l'animateur de radio Long John Nebel devint co-animatrice de d'une émission-débat durant toute la nuit et consacrée à la théorie du complot, aux OVNIs et au paranormal.
La station est vendue en 1986 à la société de Détroit Federal Enterprises pour un montant de 10 millions de dollars USD. Elle est alors l'un des trois plus fortes audiences de New York.

## Programmation
La station diffusait à ses débuts les matches de l'équipe de baseball des Giants de New York.